# Pedro (labdarúgó, 1997)
Pedro Guilherme Abreu dos Santos (Rio de Janeiro, 1997. június 20.) brazil válogatott labdarúgó, a Flamengo játékosa.

## Pályafutása

### Klubcsapatokban
A Flamengo akadémiáján kezdte junior karrierjét, majd rövid ideig megfordult a Duquecaxiense és az Artsul csapataiban, majd a Fluminense csapatánál lett profi labdarúgó. 2016. március 10-én mutatkozott be a Criciúma ellen a Liga Sul-Minas-Rio tornán. Június 26-án debütált a bajnokságban Richarlison cseréjeként a Flamengo ellen. A 2018-as szezonban alapembere lett klubjának és egyre többször volt eredményes. 2018 nyarán elutasította a francia Bordeaux  és a mexikói Monterrey ajánlatait.
2019. szeptember 2-án az olasz Fiorentina csapatával ötéves szerződést kötött. November 3-án debütált a bajnokságban a Parma ellen Kevin-Prince Boateng cseréjeként.
2020. január 23-án visszatért Brazíliába kölcsönbe a Flamengo csapatához. Február 4-én debütált a Rio de Janeiro állami bajnokságban a Resende ellen. 2020. december 9-én 15 millió eurós díj ellenében 2025-ig szóló szerződést írt alá a Flamengóval. 2023. január 25-én 2027. december 31-ig meghosszabbította a szerződését.

### A válogatottban
2018 augusztusában meghívót kapott a felnőtt válogatottba Titétől, de sérülés miatt nem tudott csatlakozni a kerethez. 2020. november 14-én mutatkozott be Venezuela ellen. 2021. június 17-én bekerült a  2020. évi nyári olimpiai keretbe, de Flamengo nem volt hajlandó elengedni őt a tornára. 
2022. szeptember 27-én lépett második alkalommal pályára a felnőtt válogatottba, Tunézia ellen első gólját is megszerezte. November 7-én bekerült a 2022-es labdarúgó-világbajnokságra utazó 26 fős keretbe.

## Sikerei, díjai

### Klub
- Fluminense
  - Liga Sul-Minas-Rio: 2016

- Flamengo
  - Copa Libertadores: 2022
  - Recopa Sudamericana: 2020
  - Brazil bajnok: 2020
  - Brazil kupa: 2022, 2024
  - Brazil szuperkupa: 2020, 2022, 2025
  - Rio de Janeiro állami bajnok: 2020, 2021, 2024, 2025

### Válogatott
- Brazília U23
  - Touloni Ifjúsági Torna: 2019

### Egyéni
- Rio de Janeiro állami bajnokság gólkirálya: 2018, 2024
- Rio de Janeiro állami bajnokság – Az Év csapatának tagja: 2018, 2024
- Brazil bajnokság – Az Év tehetsége: 2018
- Copa Libertadores gólkirálya: 2022
- Copa Libertadores A szezon legjobb játékosa: 2022
- Copa Libertadores – Az Év csapatának tagja: 2018
- Dél-Amerika – Az Év csapatának tagja: 2022
- Az év dél-amerikai labdarúgója: 2022
- Brazil kupa gólkirálya: 2023